# Botyodes caldusalis
Botyodes caldusalis là một loài bướm đêm trong họ Crambidae.